# Władysław Imielski
Władysław Imielski (ur. 16 lipca 1893 we wsi Łosień w powiecie będzińskim, zm. 21 kwietnia 1973 w Olsztynie) – górnik, działacz polskiego i francuskiego ruchu komunistycznego.
Syn górnika Antoniego, w wieku 11 lat zaczął pracować zarobkowo, od 1906 wydobywał węgiel z biedaszybów, od 1908 pracował w kopalniach. W 1912 w kopalni "Czeladź" zetknął się z SDKPiL, pod wpływem której odtąd pozostawał. Od 1918 działał w klasowych związkach zawodowych i nowo powstałej KPRP. Był delegatem z kopalni "Czeladź" do Rad Delegatów Robotniczych Zagłębia Dąbrowskiego. 23 grudnia 1918 przemawiał na wiecu w kopalni "Flora" w związku z zastrzeleniem komunisty Władysława Dyląga. Z powodu prześladowania za działalność komunistyczną w 1923 wyjechał do Francji i pracował w Montceau-les-Mines (w departamencie Saona i Loara) w kopalni węgla jako górnik. Działacz CGT i od 1924 FPK. Podczas okupacji uczestniczył od 1942 w komunistycznym ruchu oporu we Francji, a po wyzwoleniu współorganizował koło Organizacji Pomocy Ojczyźnie. I 1946 wstąpił do nowo powstałego Oddziału PPR we Francji. 1947 wrócił do kraju, zamieszkał najpierw w Węgorzewie, później w Olsztynie, gdzie był dozorcą-palaczem w przedszkolu Komendy Wojewódzkiej MO. Działał w PZPR. W latach 1950–1954 był sekretarzem organizacji partyjnej i członkiem Komitetu Zakładowego PZPR, od 1954 członkiem egzekutywy OOP i Komitetu Miejskiego PZPR. Był odznaczony m.in. Orderem Sztandaru Pracy II klasy, Krzyżem Komandorskim Orderu Odrodzenia Polski i Odznaką Grunwaldzką.
Był żonaty z Władysławą z Łączkowskich (ur. 1 lipca 1894), ciotką (siostrą ojca) poety Zdzisława Tadeusza Łączkowskiego. Żona zmarła 14 kwietnia 1973, Władysław Imielski tydzień po niej. Oboje zostali pochowani na cmentarzu komunalnym w Olsztynie w alei zasłużonych.